# Klaus Schwab
Klaus Martin Schwab (pronunție germană: [klaʊs ˈmaʁtiːn ʃvaːp]; n. 30 martie 1938, Ravensburg, Baden-Württemberg, Germania) este un inginer și economist german, cel mai bine cunoscut ca fondator și președinte executiv al Forumului Economic Mondial. Soția sa Hilde, fostă asistentă, a co-fondat împreună cu Klaus Fundația "Schwab pentru Antreprenoriat Social" (Schwab Foundation for Social Entrepreneurship).